# Rhododendron taiwanalpinum
Rhododendron taiwanalpinum là một loài thực vật có hoa trong họ Thạch nam. Loài này được Ohwi miêu tả khoa học đầu tiên năm 1937.